# Ангвила на Светском првенству у атлетици на отвореном 2015.
Ангвила је на Светском првенству у атлетици на отвореном 2015. одржаном у Пекингу од 12. до 30. августа учествовала петнаести пут, односно учествовала је на свим првенствима до данас. Репрезентацију Ангвиле представљаo је једaн атлетичар која се такмичио у трци на 200 метара.
На овом првенству Ангвила није освојила ниједну медаљу нити је постигнут неки рекорд.

## Резултати

### Мушкарци
| Атлетичарка    | Дисциплина | Лични рекорд | Квалификације | Квалификације | Полуфинале           | Полуфинале           | Финале               | Финале       | Детаљи |
| Атлетичарка    | Дисциплина | Лични рекорд | Резултат      | Место         | Резултат             | Место                | Резултат             | Место        | Детаљи |
| -------------- | ---------- | ------------ | ------------- | ------------- | -------------------- | -------------------- | -------------------- | ------------ | ------ |
| Мауријел Карти | 200 м      | 22,55        | 22,63 ЛРС     | 8. у гр.3     | Није се квалификовао | Није се квалификовао | Није се квалификовао | 52 / 54 (60) |        |